# Vojenský ordinariát Velké Británie
Vojenský ordinariát Velké Británie je římskokatolický vojenský ordinariát Spojeného království.

## Území
Ordinariát zahrnuje všechny katolické věřící ve vojenských silách na území Spojeného království.
Biskupský sídlem je město Aldershot, kde se nachází hlavní chrám ordinariátu, katedrála svatého Michaela a Jiřího.
K roku 2021 měl 17 kněží a dva trvalé jáhny.

## Historie
Dne 21. listopadu 1953 byl dekretem Kongregací konzistoře Inexhausta caritate zřízen vojenský vikariát.
Dne 21. dubna 1986 byl vikariát bulou Spirituali militum curae papeže Jana Pavla II. povýšen na ordinariát.

## Seznam vojenských vikářů a ordinářů
- 1917–1934 William Keatinge
- 1935–1946 James Dey
- 1954–1963 David Mathew
- 1963–1978 Gerard William Tickle
- 1979–2002 Francis Joseph Walmsley
- 2002–2008 Thomas Matthew Burns, S.M.
- 2009–2015 Charles Phillip Moth
- od 2018 Paul James Mason